# رای لوریگا
رای لوریگا (اسپانیایی: Ray Loriga‎) پدیدآور، فیلم‌نامه‌نویس و کارگردان اهل اسپانیا است.
از فیلم‌ها یا مجموعه‌های تلویزیونی که وی در آن‌ها نقش داشته است می‌توان به جسم زنده اشاره نمود.